# Jean-Guillaume-Augustin Cuvelier
Pour les articles homonymes, voir Cuvelier.
Jean-Guillaume-Augustin Cuvelier, dit de Trie, né le 15 janvier 1766 à Boulogne-sur-Mer et mort le 25 mai 1824 à Paris 5e, est un auteur dramatique français, surnommé « le Crébillon du mélodrame ».

## Biographie
Fils de Jean François Cuvelier, négociant, garde d'artillerie des côtes du Boulonnais, et de Marie Jeanne Lheureux, Cuvelier a fait ses études au collège des Grassins. Matriculé avocat en parlement à Boulogne, le 23 octobre 1785, il a été présenté par Gerlier, capitaine dans la garde nationale, député à Paris pour la fédération, 14 juillet 1790. Demeuré dans la carrière militaire, il a pris sa retraite en 1811.
Il s'est ensuite consacré au théâtre, où il a été le rival de Pixérécourt. Il a produit, de 1793 à 1824, un très grand nombre de mélodrames, de drames, de pantomimes, etc., dont plusieurs ont connu un grand succès : ce nombre ne s'élève pas à moins de 110. On remarque entre autres la Fille sauvage, la Main de Fer, la Fille mendiante, Jean Sbogar, les Machabées, la Mort de Kleber.
Il a aussi composé des romans. Ses Nouvelles, contes, historiettes et mélanges en vers (1808, 2 vol.) comprennent un conte  intitulé « L'Allée des soupirs ou les remparts de Boulogne ».
Il est enterré au cimetière du Père-Lachaise (26e division).

## Œuvres
- 1804 : L'Officier cosaque, comédie en 1 acte mêlée de chants de Charles Dumonchau avec Luigi Gianella et Cuvelier, Théâtre de la Porte-Saint-Martin, 9 avril
- 1807 : La Lanterne de Diogène, pantomime équestre, musique arrangée par Guillaume Navoigille. Création à l'ouverture du Cirque-Olympique le 28 décembre 1807, Paris : Barba, 1808
- 1810 : Dieu, l'Honneur et les Dames, mélodrame, avec Théodore d'Hargeville
- 1811 : La Petite Nichon, ou la Petite Paysanne de la Moselle, petits tableaux en 1 action et 1 prologue de Pierre Villiers et Cuvelier, Théâtre de la Porte-Saint-Martin, 23 novembre
- 1814 : Le Vieux de la montagne, ou les Arabes du Liban, mélodrame en 3 actes en prose et à grand spectacle de Cuvelier, musique Alexandre Piccinni, ballet de Rhénon, Théâtre de la Porte-Saint-Martin, 26 décembre
- 1815 : Bélisaire, mélodrame en 3 actes et à grand spectacle de Cuvelier et Hubert tiré du roman de Madame de Genlis, musique Alexandre Piccinni, ballet de Hullin, théâtre de la Gaité, 19 avril